# Voyeuse

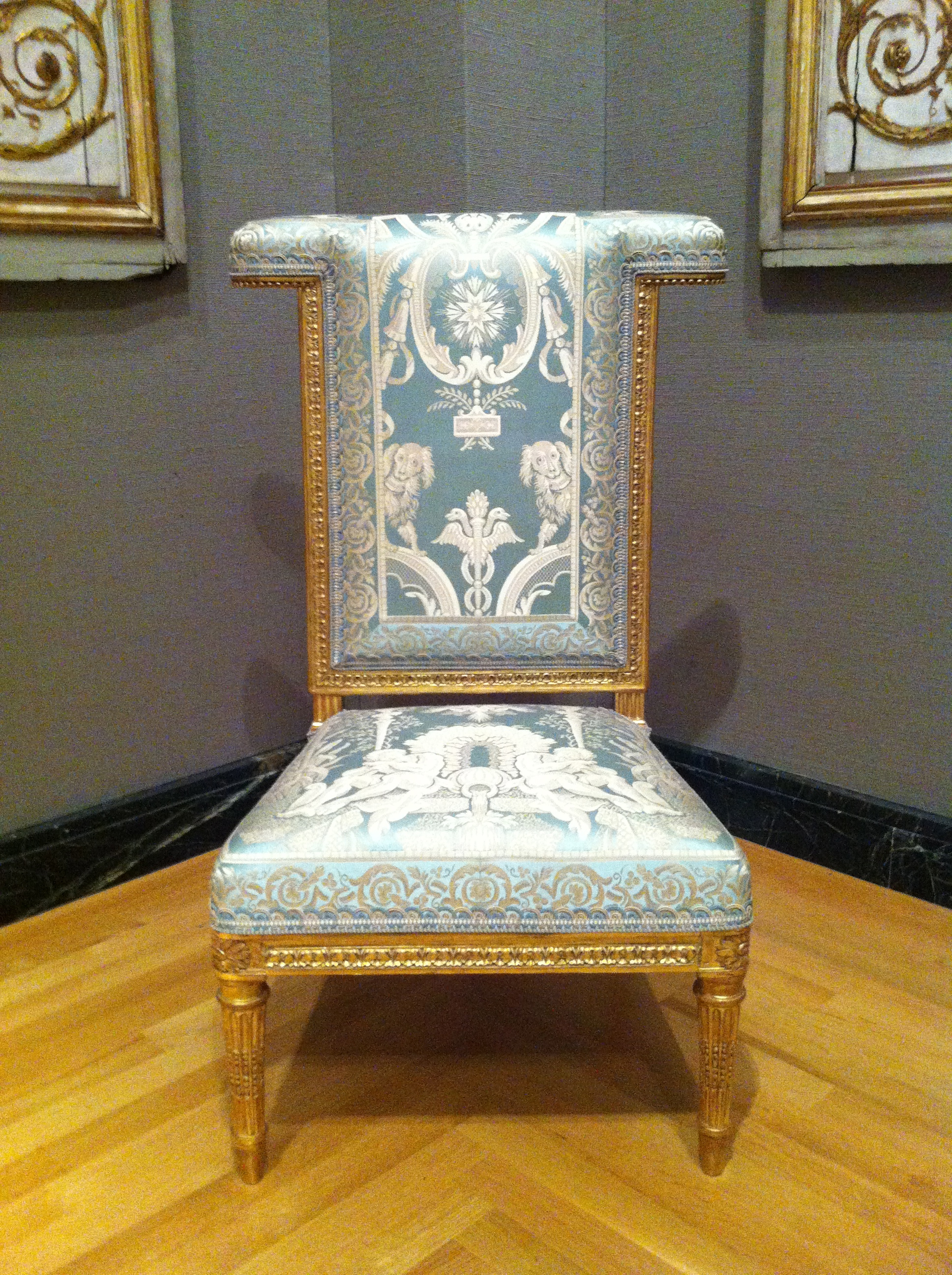
Voyeuse z roku 1787

Voyeuse (franc. widzący),  voyelle - rodzaj krzesła dostosowanego do asystowania przy grach i przeznaczonego przede wszystkim dla kobiet. Krzesło miało tapicerowane siedzisko i oparcie. Oparcie w górnej części rozszerzało się w rodzaj miękko wyściełanej półeczki, na której osoba przyglądająca się grze mogła oprzeć ramiona i głowę. Sposób użytkowania voyeuse był odwrotny do tradycyjnego, tj. siedziało się na nim okrakiem, twarzą do oparcia. Voyeuse zostało wprowadzone we Francji ok. 1740 i cieszyło się tam dużą popularnością do 1780.